# Richard Rogers
Richard George Rogers, barón Rogers de Riverside (Florencia, 23 de julio de 1933-Londres, 18 de diciembre de 2021), fue un arquitecto británico nacido en Italia.

## Biografía
Hijo de William Nino Rogers, de familia judía anglo-italiana que regresaría a Inglaterra antes de la Segunda Guerra Mundial, Richard asistió al colegio St. Johns en Leatherhead a su regreso a Inglaterra a temprana edad. Posteriormente asistió a la Architectural Association School of Architecture en Londres, antes de graduarse con un master's degree de la Escuela de Arquitectura de la Universidad de Yale en 1962. También trabajó como aprendiz de arquitecto con su primo Ernesto Nathan Rogers en Milán.
Precisamente en Yale conoció a Norman Foster, con quien se asociaría a su vuelta a Londres. Allí formaron Team 4, junto a sus respectivas esposas Su Rogers y Wendy Cheesman, y Georgie Wolton, la única persona titulada arquitecta del equipo al crearlo, lo que les permitió ejecutar obras de arquitectura. Sus diseños de alta tecnología pronto les otorgaron gran reputación.

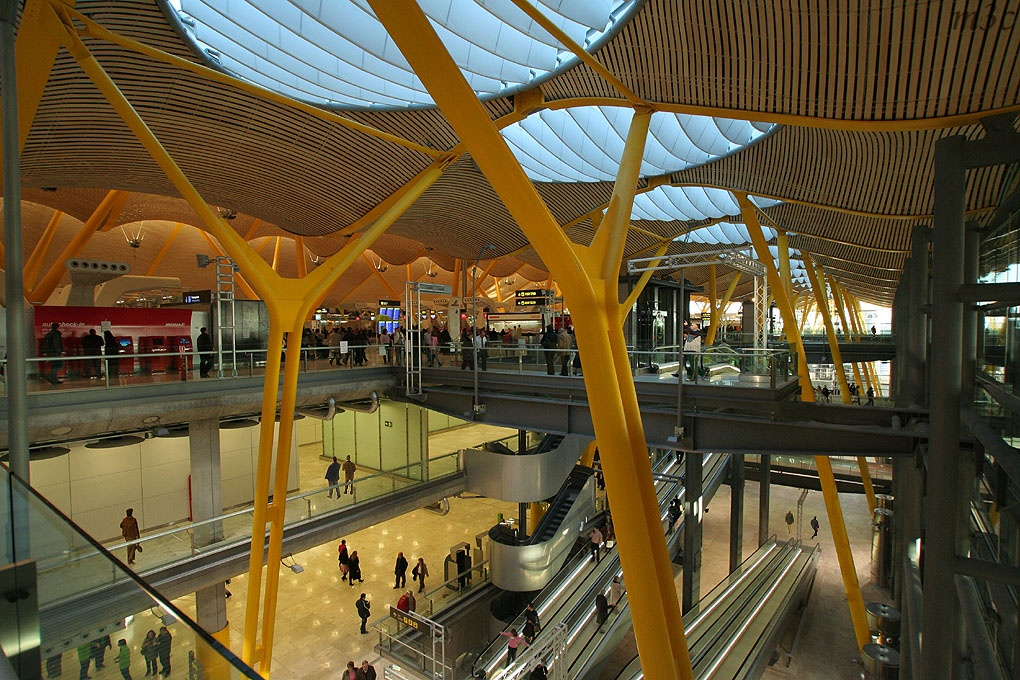
Terminal 4 del aeropuerto de Barajas.

En 1967 el grupo se separaría. Rogers se asoció entonces con el italiano Renzo Piano, con quien construiría el Centro Georges Pompidou de París en 1971. En este edificio, la estructura y las instalaciones discurrían por el exterior, dejando completamente diáfanos los espacios interiores.
Fue director para arquitectura y urbanismo de la Greater London Authority. Milita activamente en el partido laborista británico. En 2007 recibió el prestigioso Premio Pritzker.
En 2020 anunció su retirada tras 53 años dedicado a la arquitectura.

## Proyectos
- Casa Rogers, Wimbledon (Reino Unido) (1967)[5]
- Casa y estudio de Humphrey Spender en Essex, en forma de cubo de cristal (1968)
- Pabellón italiano en la exposición universal de Osaka, (Japón) (1970)
- Centro comercial de Fitzroy street (1970)
- Centro Georges Pompidou, París (Francia) (1972–78)
- Centro PATS, Cambridge (Reino Unido) (1975)
- Instituto de investigación y coordinación acústica de P. Boulez (1977)
- Edificio Lloyd's, Londres (Reino Unido) (1979–84)
- Tribunal Europeo de Derechos Humanos, Estrasburgo (Francia) (1984)
- Sede del Channel Four, Londres (Reino Unido) (1991)
- Tribunal de Burdeos (Francia) (1997)
- Millennium Dome, Londres (Reino Unido) (1999)
- Asamblea Nacional de Gales, Cardiff (Gales) (2006)
- Edificios de la Terminal 4 del Aeropuerto de Barajas, Madrid (España) (2005) - Ganador Premio Stirling 2006
- 88 Wood Street, Londres (Reino Unido) (1993-2001)
- Courts of Law, Amberes (Bélgica) (2005)
- Hotel Hesperia Tower, Barcelona (España) (2006)
- Bodegas Protos, Peñafiel, Valladolid (España) (2007) - Finalista Premio Stirling 2009
- 122 Leadenhall en Londres (Reino Unido) (2010-2014).
- Las Arenas de Barcelona (2011), en colaboración con Alonso Balaguer-Arquitectos Asociados.[6]
- Reforma urbanística de Valladolid, en los terrenos liberados por el soterramiento del ferrocarril, y nueva estación de trenes.
- World Trade Center Tower 3, torre parte de la nueva construcción en el lugar donde se erigían las Torres Gemelas.
- Reforma urbanística de la zona de Garellano en Bilbao. De las cinco torres proyectadas, la última y más alta de todas, bautizada Anboto Dorrea, será el segundo edificio más alto del País Vasco.
- Centro Tecnológico Palmas Altas: nueva sede de la multinacional sevillana Abengoa en Sevilla.
- Torre BBVA México, en Ciudad de México con la colaboración de L+L (2009-2014).
- Torres Atrio, proyecto que se construye en el Centro Internacional de Bogotá en Colombia.
- Parque Hugo Chávez de Caracas (2013-sigue en construcción en 2021).

## Premios
- Premio Pritzker de arquitectura 2007.[1]
- Medalla de Oro del RIBA en 1985.